# Фітільов Лев Васильович
Лев Васильович Фітільо́в (2 квітня 1913, Харків — 11 серпня 1975, Харків) — український радянський живописець і педагог; член Харківської організації Спілки радянських художників України з 1960 року.

## Біографія
Народився 2 квітня 1913 року в місті Харкові (нині Україна). Протягом 1929—1932 років навчався у Харківському художньому технікумі; протягом 1938—1941 років — у Харківському художньому інституті. Брав участь у німецько-радянській війні. У 1945—1949 роках продовжив навчання в Харківському художньому інституті. Був учнем Юрія Садиленка, Миколи Самокиша, Дмитра Шавикіна.
З 1947 року викладав у Харківському художньому училищі, згодом у Харківському художньому інституті. Серед учнів: Анатолій Безпалий, Павло Брозголь, Валентин Костянтинов, Лель Кузьмінков, Олексій Лихоліт, Валеріан Нестеров, Олександр Реута, Микола Павлов, Валентин Чернуха. Мешкав у Харкові, в будинку на вулиці Чорноглазівській, № 9, квартира № 15. Помер у Харкові 11 серпня 1975 року.

## Творчість
Працював у галузі станкового та монументально-декоративного живопису. Автор тематичних картин, портретів, пейзажів та натюрмортів. Серед робіт:
живопис
- «На Дінці» (1953);
- «Персики та дині» (1956);
- «Ранок» (1957);
- «Натюрморт» (1957);
- «Жоржини» (1960);
- «Штукатури» (1963);
- «Дівчата» (1963);
- «Юні балерини» (1968).

монументально-декоративні панно
- для Бєлгородського вокзалу (1964);
- у книжковому магазині «Кобзар» у Харкові (1966, у співавторстві з Валеріаном Нестеровим).

Брав участь в обласних виставках з 1950 року, у республіканських — з 1952 року, зокрема:
- XI обласна художня виставка (1950, Харків);
- XI виставка образотворчого мистецтва УРСР (1952, Київ);
- Виставка образотворчого мистецтва УРСР, присвячена 300-річчю Возз'єднання України з Росією (1954, Київ);
- III осіння художня виставка (1956, Харків);
- XIV обласна художня виставка «Художники Харкова До 40-річчя Жовтня» (1957, Харків);
- Посмертна персональна виставка, (1980, Харків);
- Виставка «Пензлем про життя і про війну» (2013, Харківський художній музей).

Твори художника представлені в Харківському художньому музеї, в музейних, галерейних і приватних колекціях в Україні та за її межами.